# Targarema stali
Targarema stali är en insektsart som beskrevs av White 1878. Targarema stali ingår i släktet Targarema och familjen Rhyparochromidae. Inga underarter finns listade i Catalogue of Life.